# Порели (Фрозиноне)
Порели је насеље у Италији у округу Фрозиноне, региону Лацио.
Према процени из 2011. у насељу је живело 86 становника. Насеље се налази на надморској висини од 496 м.